# Maison Orré
La maison Orré est une case créole située à Saint-Pierre, sur l'île de La Réunion, département et région d'outre-mer français dans le sud-ouest de l'océan Indien.
Elle est située au 50 rue Désiré-Barquissau, dans le centre-ville de Saint-Pierre. Elle est actuellement la résidence officielle de l'administrateur supérieur des Terres australes et antarctiques françaises (TAAF).

## Histoire

Logo des Terres australes et antarctiques françaises

La maison est bâtie par Hippolyte le Bidan entre 1825 et 1856, sur une portion de terrain issue du découpage de son terrain en 1825. La maison est ensuite achetée par Jean-Baptiste Paul Hibon dans la seconde moitié du XIXe siècle.
En 1998, elle est inscrite en totalité aux monuments historiques par arrêté du 22 octobre, et achetée par la Civis en décembre.
En 2005, à l'initiative de l'administrateur supérieur des Terres australes et antarctiques françaises (TAAF), le projet de réhabilitation de cette maison créole, alors à l'abandon, prend corps,. En effet, le siège des TAAF a été délocalisé en 1997 de Paris à Saint-Pierre, et l'ancien entrepôt Kerveguen accueille depuis 2000 les services de l'administration supérieure ; se pose alors la question de la résidence pérenne de l'administrateur supérieur.
Un bail emphytéotique liant la commune aux TAAF est signé, et les travaux sont réalisés en 2006-2007,, avec le souci de respecter ces lieux et de leur redonner leur aspect initial et traditionnel (l'eau chaude est solaire et il n'y a pas de climatisation).
Au cours de cette réhabilitation, la structure en bois est rénovée et traitée contre les termites, le toit en bois remplacé par un toit en zinc, une teinte bleue lavande est redonnée aux panneaux de bois, et des dépendances jugées non conformes à l'esprit de la résidence sont détruites.